# Frédérique Bredin

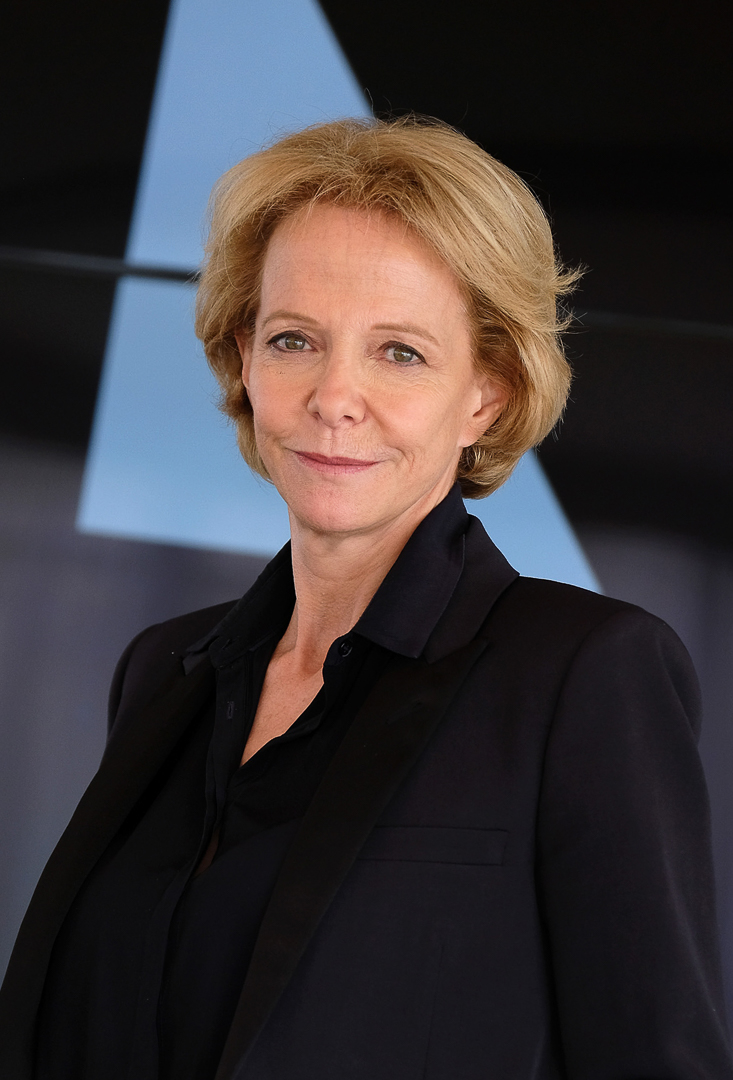
Frédérique Bredin (2018)

Frédérique Bredin (* 2. November 1956 in Paris) ist eine französische Politikerin der Parti socialiste. Sie war Abgeordnete in der französischen Nationalversammlung (1988–1991 und 1995–2000), Ministerin für Jugend und Sport (1991–1993), Mitglied des Europäischen Parlaments (1994–1996) sowie von 2013 bis 2019 Präsidentin der französischen Filmförderungsbehörde Centre national du cinéma et de l’image animée (CNC).

## Politische Karriere
Bredin absolvierte das Pariser Institut für politische Studien sowie die École nationale d’administration und schloss ihr Studium 1980 gemeinsam mit den Politikern der Parti socialiste (PS) François Hollande, Michel Sapin und Ségolène Royal ab.
Bredin begann ihre politische Laufbahn als Mitarbeiterin von Jack Lang während seiner Zeit als Kulturminister Frankreichs. 1986 wurde sie Kulturberaterin von Präsident François Mitterrand.
Bei den Parlamentswahlen 1988 kandidierte sie in einem Wahlkreis in Seine-Maritime. Sie wurde in die Nationalversammlung gewählt und war mit 31 Jahren das damals jüngste Mitglied der Versammlung.
1989 wurde Bredin zur Bürgermeisterin von Fécamp gewählt. Sie wurde am 16. Mai 1991 zur Ministerin für Jugend und Sport im Kabinett Cresson ernannt. Dieses Amt hatte sie auch im nachfolgenden Kabinett Bérégovoy bis zum 29. März 1993 inne, als die PS die Parlamentswahl in Frankreich 1993 verlor.
Bei den Wahlen zum Europäischen Parlament 1994 errang die PS 15 Sitze; Bredin erhielt einen davon und war bis 1996 im Amt.
Im Jahr 1995 wurde sie zur nationalen Sekretärin der PS ernannt. Der Schwerpunkt ihrer Tätigkeit lag auf Kultur und Kommunikation. Dieses Amt übte sie bis 2000 aus.
Nach dem Ende ihrer Amtszeit zog sie sich aus der Politik zurück und nahm eine Stelle bei Lagardère Active an. Im Jahr 2013 wurde Bredin zur Präsidentin der französische Filmförderungsbehörde CNC ernannt und 2016 in dieser Funktion wiedergewählt.

## Privates
Ihr Vater, Jean-Denis Bredin, war Rechtsanwalt und Gründer der Anwaltskanzlei Bredin Prat.